# Eutropis clivicola
Eutropis clivicola är en ödleart som beskrevs av  Inger, Shaffer KOSHY och BAKDE 1984. Eutropis clivicola ingår i släktet Eutropis och familjen skinkar. Inga underarter finns listade i Catalogue of Life.